# Adios muchachos (film din 1978)
Adios muchachos (titlul original: în bulgară Адиос, мучачос, transliterat: Adios, muceacios) este un film dramatic bulgar, realizat în 1978 de regizorul Ianko Iankov, protagoniști fiind actorii Petăr Stoianov, Ani Petrova, Lăcezar Țocev și Mihail Meltev.

## Rezumat
În timpul unei plimbări cu fiul său mic, Peșo vede o mașină cu tineri. Aceasta îl face să-și amintească evenimentele petrecute cu 30 de ani în urmă, primele zile după Victorie. Organizația de tineret RMS, al cărei secretar este ales Peșo, în ciuda faptului că unii îl consideră anormal: Peșo poate să zboare deodată deasupra pământului, crede în minuni și poate să le facă el însuși. Peșo organizează o seară pentru a atrage tineretul la RMS. Dar într-o zi, niște tineri huligani din familii burgheze îl ucid pe prietenul lui Peșo, Boian. În fața tovarășilor lui Boian, Peșo spune că prietenul lor trăiește pentru totdeauna...

## Distribuție
- Petăr Stoianov – Peșo Andreev
- Ani Petrova – Maria
- Lăcezar Țocev – Boian
- Mihail Meltev – Kircio
- Radko Dișliev – Mișo
- Maia Baburska – Minska Topalova
- Djuni Aleksandrova – Topalova
- Kosta Țonev – Vasil
- Stoicio Mazgalov – producătorul
- Stefan Peicev – Stariat Topalov
- Vasil Mihailov
- Nikola Todev – ciobanul
- Boriana Țaneva
- Vladimir Dancenko
- Andrei Eșkenazi
- Anghel Velinov

## Lansare
Filmul „Adios muchachos” a avut premiera în Bulgaria pe data de 9 ianuarie 1978.
În România premiera filmului a avut loc la data de joi 16 martie 1978 la cinematograful „Studio” din capitală. Difuzarea filmului în sălile de cinematograf a început la data de 1 mai 1978 la cinematograful „Capitol” din capitală.